# 傅以漸
傅以漸（1609年—1665年），字于磐，号星岩，山东聊城人，祖籍江西永丰，明末清初政治人物、學者，清朝首位狀元。

## 生平
生于明万历三十七年（1609年），清顺治二年（1645年）乙酉，清廷入關後首次開秋闈，傅以漸舉山東鄉試第八名，順治三年（1646年）聯捷一甲一名进士，为清朝第一位状元，授弘文院修撰。歷官国史院侍讲（顺治八年）、左庶子（九年）、秘书院侍讲学士、少詹事、国史院学士（十年）。1655年因“条上安民三事”，获得顺治帝赏识，加太子太保，改国史院文学士。先后担任《明史》、《太宗实录》纂修，以及太祖、太宗圣训并通鉴总裁。又被指派作《资政要览后序》，撰《内则衍义》，覆核《赋役全书》。顺治十五年，和学士李霨一起主持会试。不久，加少保，改武英殿大学士，兼兵部尚书。后不断上书请求退休，回归故里。终于顺治十八年（1661年）解任。逝世于清康熙四年（1665年）。

## 遗迹
家族墓地位于聊城市南郊傅家坟村，原规模宏大，在文化大革命中被夷为平地，仅存部分石刻，现为聊城市重点文物保护单位。

## 后世
后代傅斯年为历史学家、历史语言研究所创始人、台灣大學前校長。

## 著作
- 《易经通注》，奉诏与曹本荣合撰
- 《贞固斋书义》

## 延伸阅读
[在维基数据编辑]
 《清史稿·卷238》，出自趙爾巽《清史稿》